# SO-First
『SO-First』（ソーファースト）はSO-FIのアルバム。

## 内容
唯一のオリジナル・アルバム。『メとメで伝心』『「愛してる」を云わせたい』はボーカルの甲斐冴子在籍ではないため収録されていない。

## 批評
CDジャーナルは「ぶっ飛んだボーカルにのせて響いてくる日本語が妙に面白い」と評した。

## 収録曲
1. ain't nobody call me
2. POWER BEAT CHANNEL
3. SUPER LOVE
4. 煩った恋
5. BODY
6. CHIKEN
7. カッコつけろよ
8. 2月の雨
9. あたしがやりました
10. ファイヤーガール
11. Dark Cherry
12. slowly

作詞：佐々木美和　作曲・編曲：大島こうすけ(#ALL)

## 参加ミュージシャン
- 鈴木英俊 - ギター(#3, 6, 7, 10)
- 田川伸治（DEEN） - ギター(#5, 8)
- 寺島良一 - ギター(#9)
- 工藤毅（ONE STEP communicate） - ベース